# Archivo Nacional de Bolivia
El Archivo Nacional de Bolivia es la institución nacional que preserva la documentación histórica referente a Bolivia, desde el período colonial hasta el republicano.
Gunnar Mendoza organizó el Archivo Nacional de Bolivia y fue el director del Archivo y Biblioteca Nacional, durante 50 años, desde 1944 a 1994.